# Fernando Torres
Fernando José Torres Sanz (Fuenlabrada, 20 de março de 1984) é um treinador e ex-futebolista espanhol que atuava como centroavante. Atualmente comanda o Atlético de Madrid B.
El Niño, como é conhecido, é considerado por muitos um dos maiores atacantes da história da Seleção Espanhola, já que nos títulos principais e mais importantes da Fúria, foi decisivo fazendo gols e dando assistências nas finais. Tinha como características a velocidade, a explosão e o bom vigor físico, além de ser preciso nos dribles e finalizações. Também destacava-se nos cabeceios, possuindo uma grande técnica em jogadas aéreas.
Pela Seleção Espanhola, conquistou a Euro 2008, a Copa do Mundo FIFA de 2010 e a Euro 2012. Em 2008 fixou-se como um dos principais jogadores na conquista, marcando o gol do título na final contra a Alemanha, dando o título à Fúria após 44 anos sem conquistas continentais. Presente no elenco espanhol que conquistou a Copa do Mundo em 2010, na África do Sul, seu desempenho foi bastante prejudicado devido a uma lesão no joelho sofrida às vésperas do torneio. Na ocasião, Torres foi reserva e não conseguiu marcar nenhum gol.
Já na Eurocopa de 2012, o atacante alternou entre bons e maus momentos, mas foi o artilheiro da Fúria no torneio e um dos goleadores da competição, com três gols. Posteriormente Torres foi eleito o artilheiro do torneio, com três gols e uma assistência, e faturou a Chuteira de Ouro da Euro. Ele e Juan Mata são os únicos jogadores do mundo que possuem títulos da Copa do Mundo FIFA (2010), Eurocopa (2012), Liga dos Campeões da UEFA (2011–12) e Liga Europa da UEFA (2012–13) no currículo.

## Infância e juventude
Fernando Torres nasceu em Fuenlabrada, uma cidade que fica em Madrid, e começou a se interessar por futebol como uma criança normal, e juntou a sua primeira equipe, Parque 84, com cinco anos de idade. Seu avô não era apaixonado por futebol, mas orgulhou-se de que seu neto fosse torcedor do Atlético de Madrid e, desde então, Torres desenvolveu o seu amor pelo clube madrileno.
Inicialmente Torres quis ser um goleiro, mas sua família não concordou, e sugeriram que seguisse a posição de seu irmão no futebol. No entanto, quando tinha sete anos, ele quebrou alguns dentes, como um resultado a sua mãe lhe disse para mudar de posição, ou não jogar mais futebol. Ele começou a jogar regularmente, portanto, como um atacante em uma clube da liga do interior do seu bairro, Mario’s Holland Três anos mais tarde, ele impressionou os olheiros, e com apenas onze anos, foi para as categorias de base do Atlético de Madrid em 1995.
Um fato interessante e curioso, é que o jogador disse também ter se inspirado e começado a jogar por conta da animação japonesa, Captain Tsubasa. O jogador, inclusive, deixou claro que quando começou a jogar sonhava em ser o craque do desenho japonês.

## Carreira como jogador

### Início
Depois de se formar nas categorias de base do Atlético de Madrid, Torres ganhou seu primeiro título importante na juventude em 1998. O Atlético enviou uma equipe Sub-15 para competir na Copa Nike, tanto a nível nacional e europeu, para jogar com as jovens equipes do continente. A equipe espanhola sagrou-se campeã do torneio. Logo após a competição, ele foi eleito o melhor jogador na Europa para essa faixa etária.
| “                                                          | Me lembro do vídeo que o clube exibiu antes da Copa Nike. Ficamos alucinados quando o Juninho apareceu para nos desejar boa sorte! | ” |
| — Fernando Torres, sobre a primeira conquista como jogador | |   |

### Atlético de Madrid
Em 1999, com 15 anos de idade, Torres assinou seu primeiro contrato profissional com o Atlético de Madrid. Ele passou seu primeiro ano jogando na equipe reserva e quando fez 16 anos foi chamado para a equipe principal, tornando-se um dos destaques.

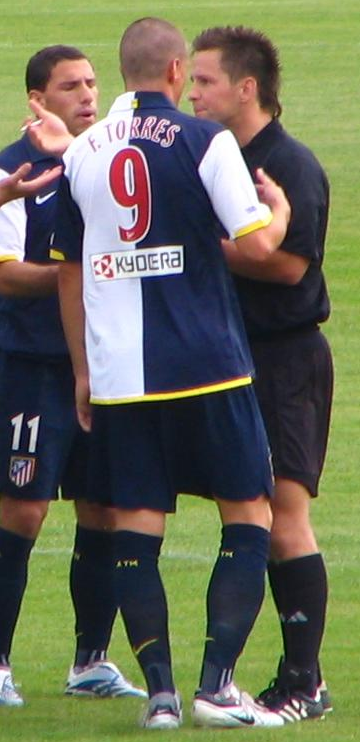
Torres pelo Atlético de Madrid em 2006

A temporada 2000–01 começou mal, com Torres sofrendo uma lesão que o manteve fora dos gramados até dezembro. Já recuperado e sem lesões, o atacante foi para a pré-temporada e finalmente estreou no dia 27 de maio de 2001, no Vicente Calderón, contra o Leganés. Uma semana depois, contra o Albacete, ele marcou seu primeiro gol pelo clube. Não foi uma temporada boa para o clube, que após ter caído para a Segunda Divisão no ano anterior, não conseguiu voltar a liga principal da Espanha.
No final da temporada 2001–02, o Atlético finalmente conquistou a Segunda Divisão e consequentemente o retorno a La Liga. Torres marcou seis gols em 36 jogos.
Já na temporada 2002–03, chamou a atenção na La Liga por marcar 12 gols em 29 jogos, mesmo com o Atlético terminando em 11º.
Torres deu passos mais largos na temporada 2003–04, marcando 19 gols na Liga em 35 jogos, conseguindo ser o terceiro maior artilheiro da competição naquela temporada. Ele formou uma parceria com o atacante grego Demis Nikolaidis, com quem se destacou. Com Torres atuando mais recuado, criando espaços e oportunidades no ataque, os dois juntos conseguiram marcar 26 gols. Com apenas dezenove anos, Torres foi também nomeado o capitão da equipe.
O Atlético perdeu a classificação para a Copa da UEFA, mas por ter terminado a competição em 7º lugar na temporada 2003–04, classificou-se para a Copa Intertoto de 2004, dando a Torres a primeira chance de disputar uma competição europeia. Ele marcou dois gols nos dois primeiros jogos contra o Belgrado e o Atlético chegou à final, mas perdeu para o Villarreal.[carece de fontes?]
O Chelsea acreditava que poderia contratar Torres em 2005, mas Enrique Cerezo, presidente do Atlético, disse que "eles não tinham nenhuma chance de contratá-lo." Um ano depois, em janeiro de 2006, o clube estava disposto a ouvir ofertas pelo atacante, e Torres alegou que o Newcastle havia feito uma proposta.
Após a Copa do Mundo FIFA de 2006, El Niño, que havia sido convocado pela Seleção Espanhola, admitiu que tinha rejeitado a possibilidade de jogar no Chelsea no final da temporada 2005–06. Na sequência da temporada 2006–07, na qual ele marcou 14 gols na La Liga, seu o futuro no Atlético foi novamente alvo de especulações após a equipe não conseguir a classificação para a Copa da UEFA, com relatos na imprensa inglesa afirmando que Torres era o principal desejo do Liverpool. Depois de muitos rumores, o Atlético de Madrid emitiu uma nota oficial afirmando: "Nós não recebemos nenhuma proposta do Liverpool ou de qualquer outro clube ou por algum jogador".

### Liverpool

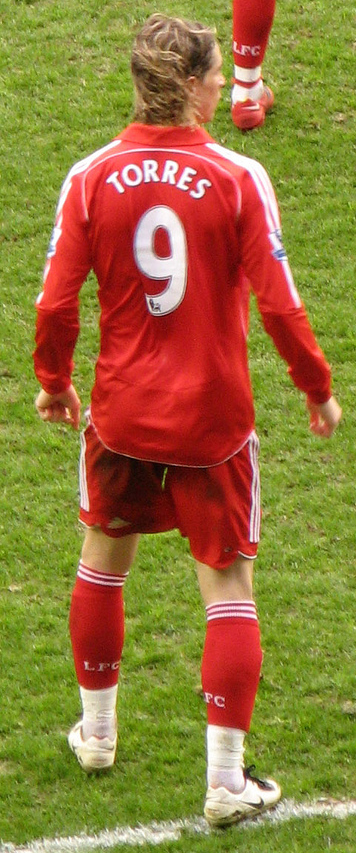
Torres em sua primeira temporada pelo Liverpool

No dia 2 de julho de 2007, foi divulgado na imprensa que Torres estaria voltando de jatinho para Madrid após ter uma negociação bem encaminhada com o Liverpool. No dia seguinte, o atacante passou nos exames médicos do clube inglês e foi anunciado que teria uma despedida em Madrid, no dia 4 de julho, para que ele se despedisse dos torcedores. Torres foi contratado por cerca de 36 milhões de euros; o valor da transferência era, até então, o mais alto pago na história do Liverpool, mas foi superado posteriormente pela contratação de Andy Carroll.
Sua primeira temporada no Liverpool foi a de 2007–08. Fez sua estreia contra o Aston Villa, na vitória por 2 a 1, em 11 de agosto de 2007. Estreou na Liga dos Campeões quatro dias depois, numa vitória por 1 a 0 sobre o Toulouse, saindo do banco e entrando aos 79 minutos. Seu primeiro gol na Premier League veio em sua estreia no Anfield Road, em 19 de agosto, aos 16 minutos do empate por 1 a 1 contra o Chelsea. Seu primeiro hat-trick veio em uma vitória por 4 a 2 sobre o Reading, pela Copa da Liga Inglesa, em setembro, com todos os seus gols marcados no segundo tempo. Seu primeiro gol na Liga dos Campeões veio em sua terceira partida na competição, quando o Liverpool derrotou o Porto por 4 a 1, com Torres marcando duas vezes.
Já em sua primeira temporada no clube, Torres fez história na Premier League; foi o artilheiro do Liverpool, marcando 24 gols, e quebrou o recorde do jogador estrangeiro a marcar mais gols em sua temporada de estreia na liga, que pertencia a Ruud van Nistelrooy.
Antes do início da temporada 2009–10, Torres aceitou uma renovação de contrato com o Liverpool, que ele assinou em 14 de agosto. Entretanto, ainda durante esta temporada, o espanhol mostrou-se insatisfeito no clube, chegando a pedir a diretoria que aceitasse propostas para sua transferência. Finalizou assim sua passagem pelo Liverpool, onde jogou um total de 142 jogos e marcou 81 gols, sendo 65 deles pela Premier League.

### Chelsea
Após diversas tentativas de contratação de Fernando Torres pelo Chelsea, os Blues finalmente conseguiram no dia 31 de janeiro de 2011, último dia da janela de transferências do inverno europeu, quando pagaram uma quantia recorde de 58 milhões de euros por um contrato de cinco temporadas. O valor da transferência ultrapassou o recorde britânico, que era de Robinho, e transformou Fernando Torres na maior contratação da história do Reino Unido e a sexta maior da história do futebol. Tornou-se assim, o jogador espanhol mais caro, e ao mesmo tempo o Chelsea tornou-se o clube inglês que pagou mais dinheiro por um jogador de futebol até o momento.

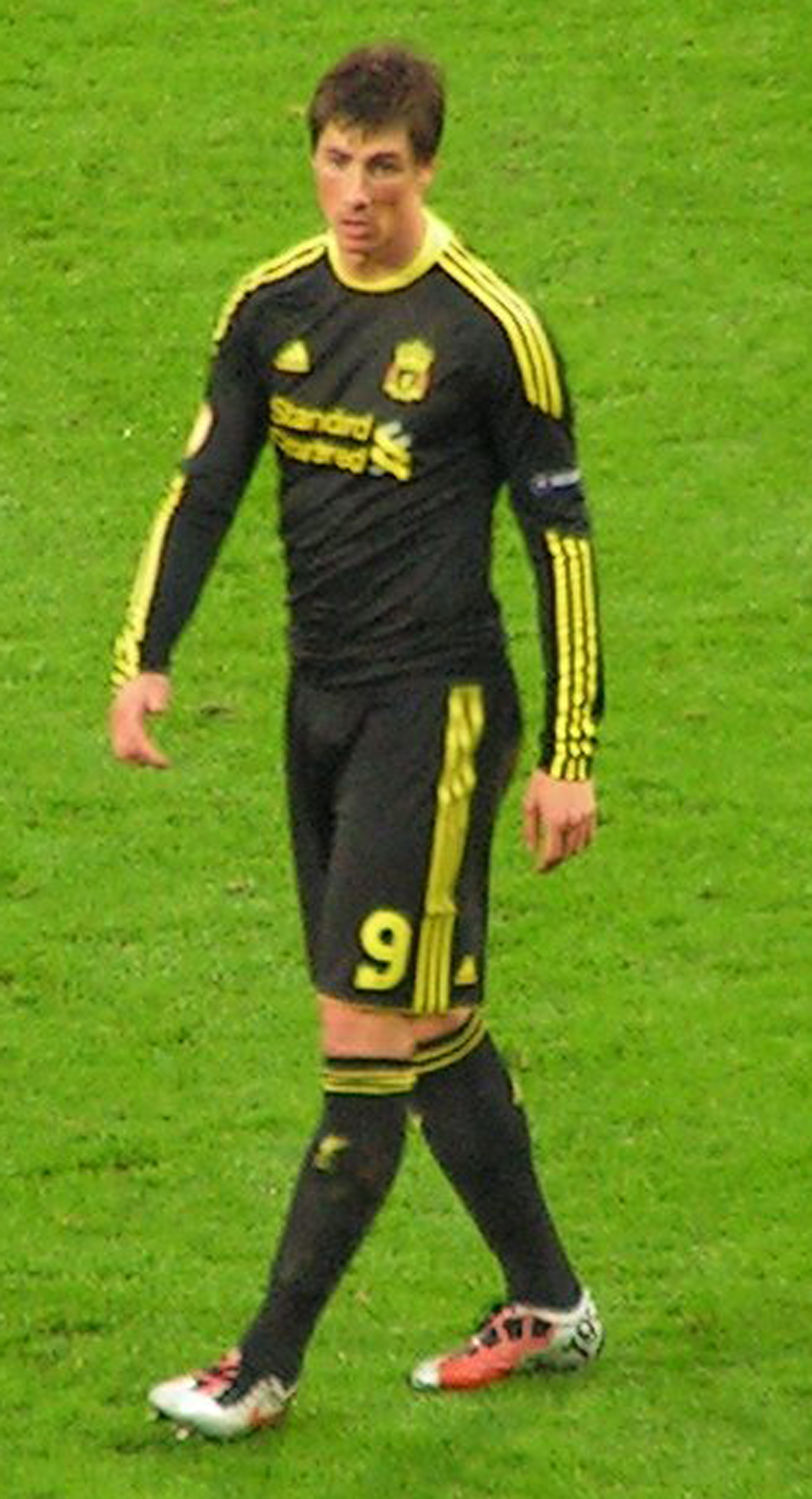
Fernando Torres em jogo contra o Utrecht

Estreou pelo Chelsea exatamente contra seu ex-clube, o Liverpool, em 6 de fevereiro. Torres não marcou gol em sua primeira partida, mas foi o principal personagem dela, sendo vaiado várias vezes pela torcida adversária, que levou até faixas ao estádio criticando sua saída do clube. O Chelsea acabou derrotado por 1 a 0, com gol do português Raul Meireles. Após passar as 13 primeiras partidas pelo Chelsea sem marcar nenhum gol, seu primeiro tento finalmente veio no dia 23 de abril, o segundo da vitória por 3 a 0 sobre o West Ham United. Mesmo vivendo uma fase difícil devido à falta de gols, Torres permaneceu entre os titulares na grande maioria das partidas, atuando numa posição um pouco mais recuada em relação ao Liverpool, quase como um segundo atacante. O espanhol teve uma de suas melhores atuações pelos Blues no dia 13 de setembro, numa partida contra o Bayer Leverkusen, válida pela Liga dos Campeões da UEFA. Torres foi o autor de duas assistências para os gols de Juan Mata e David Luiz.
No dia 24 de abril de 2012, teve seu dia de glória no Chelsea. O atacante marcou nos acréscimos contra o Barcelona, em pleno Camp Nou, um gol que garantiu o empate em 2 a 2 e a classificação para a final da Liga dos Campeões. Já no dia 29 de abril, fez seu primeiro hat-trick pelos Blues.
Torres começou a mostrar porque o presidente do Chelsea o contratou por 58 milhões de euros, um dinheiro que estava sendo questionado pelo fato do atacante não conseguir marcar gols com o treinador André Villas-Boas. No entanto, o jogador terminou a temporada 2011–12 com 48 jogos oficias pelo Chelsea, tendo marcado 11 gols e distribuído 11 assistências. Dos 11 gols marcados, metade foram com o técnico Roberto Di Matteo.
O ano de Fernando El Niño Torres foi salvo pela conquista da Copa da Inglaterra, em que o Chelsea venceu o Liverpool por 2 a 1, além da conquista da Liga dos Campeões sobre o Bayern de Munique por 4 a 3, nos pênaltis. Nenhum clube de Londres havia concretizado esse feito até então.

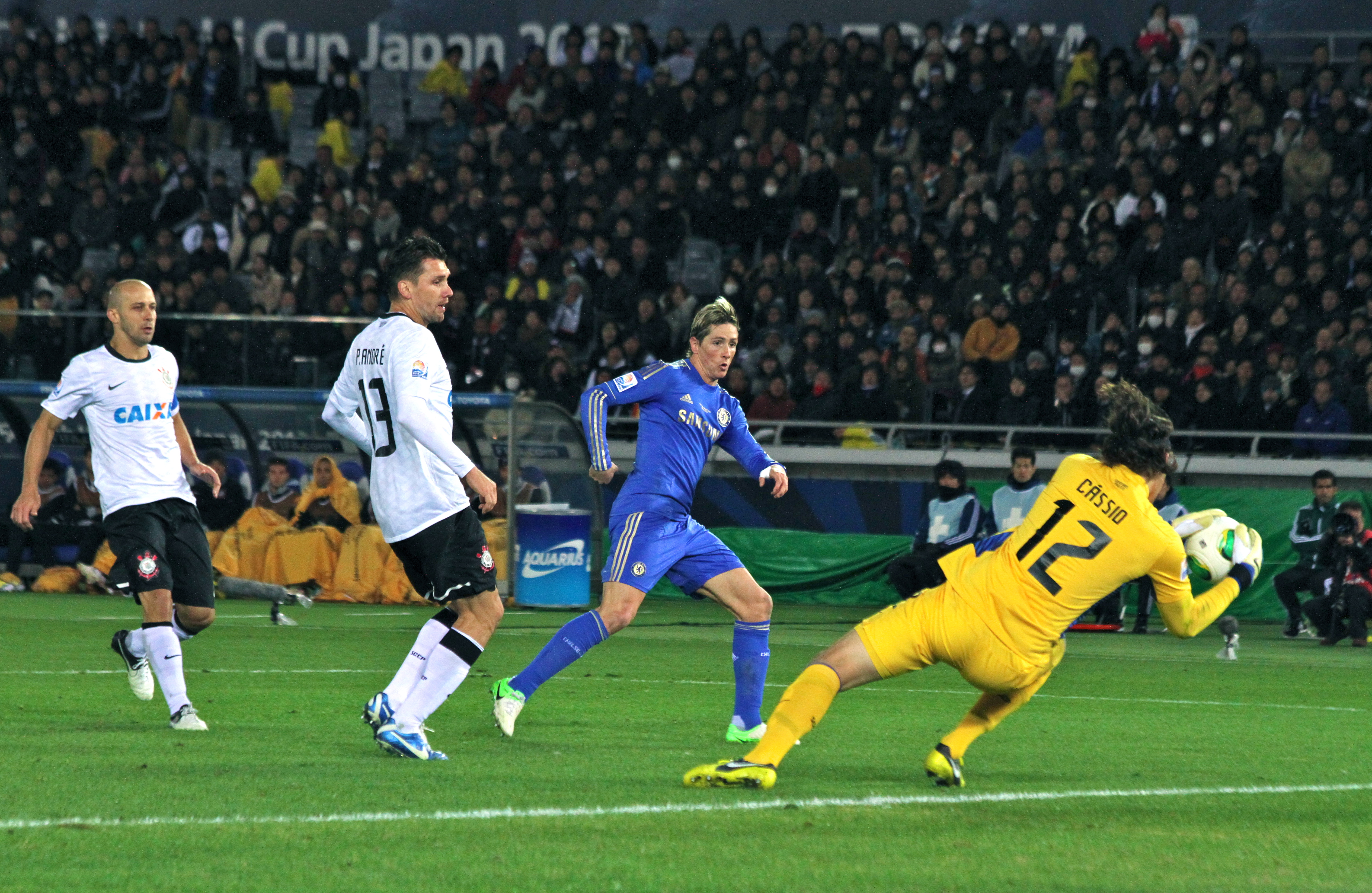
Fernando Torres na final do Mundial de Clubes da FIFA, contra o Corinthians

Após a saída do ídolo marfinense Didier Drogba na temporada 2012–13, Torres ganhou definitivamente a posição de titular e teve um ótimo começo de temporada, tendo balançado as redes na Supercopa da UEFA e nos dois primeiros jogos do Chelsea na Premier League. Fez também gols importantes durante a fase de grupos da Liga dos Campeões, mas não conseguiu evitar a eliminação do Chelsea ainda na fase de grupos. Já na semifinal do Copa do Mundo de Clubes da FIFA, conseguiu marcar um gol e ajudou na vitória sobre o Monterrey, do México, por 3 a 1.
Em compensação, foi apontado pela imprensa e por torcedores como o principal responsável pela derrota do Chelsea para o Corinthians na final do Mundial de Clubes da FIFA, em dezembro de 2012. Torres teve inúmeras oportunidades de marcar gols durante a partida, mas mostrou incapacidade nos momentos de definição; isso fez com que o seu prestígio caísse de forma vertiginosa no clube e entre os torcedores.
O espanhol ainda conseguiria a redenção com a torcida sendo artilheiro da campanha vitoriosa do Chelsea na Liga Europa da UEFA de 2012–13, na qual o clube sagrou-se campeão pela primeira vez. No dia 4 de abril, marcou dois gols na vitória por 3 a 1 sobre o Rubin Kazan, no Stamford Bridge, e também marcou um gol no jogo na Rússia, ajudando o time a se classificar para a semifinal da Liga Europa. Na semifinal, Torres voltou a ser decisivo ao marcar o único gol da vitória sobre o Basel por 1 a 0 no Stamford Bridge, resultado que garantiu o Chelsea na final da competição. No jogo decisivo, realizado no dia 15 de maio, o atacante espanhol abriu o placar e ajudou o Chelsea a derrotar o Benfica por 2 a 1 na Amsterdã Arena. Com a conquista da Liga Europa, Torres encerrou a temporada com 22 gols marcados.

### Milan
No dia 29 de agosto de 2014, foi emprestado ao Milan por duas temporadas. Fez sua estreia pelo Milan num jogo contra um dos maiores rivais do time rossonero, a Juventus, entrando como substituto na segunda etapa do jogo. Marcou seu primeiro gol pelo time em 23 de setembro, num jogo contra o Empoli, partida válida pela Serie A. No dia 27 de dezembro, rescindiu contrato com o Chelsea, sendo repassado em definitivo ao Milan.

### Retorno ao Atlético
O Atlético de Madrid anunciou, no dia 29 de dezembro de 2014, a contratação de Fernando Torres por empréstimo junto ao Milan. Na transação, o ponta-direita italiano Alessio Cerci, que foi contratado em 2014 pelo Atlético, foi emprestado ao Milan.
Em sua apresentação ao Atlético de Madrid, Torres foi recepcionado no estádio Vicente Calderón por 45 mil torcedores celebrando a volta do atacante aos colchoneros.
| “                 | Por fim, de volta à minha casa. Obrigado a todos que tornaram esse sonho possível. | ” |
| — Fernando Torres |                                                                                    |   |

Torres realizou sua reestreia pelo Atlético de Madrid em 7 de janeiro de 2015, numa partida contra o Real Madrid, válida pela Copa do Rei. No jogo de volta, no dia 15 de janeiro, marcou dois gols, seu primeiro "doblete" como jogador do Atlético de Madrid no estádio Santiago Bernabéu. Voltou a balançar as redes no dia 28 de janeiro, na derrota por 3 a 2 para o Barcelona, nas quartas de final da Copa do Rei, que eliminou o Atlético da competição.

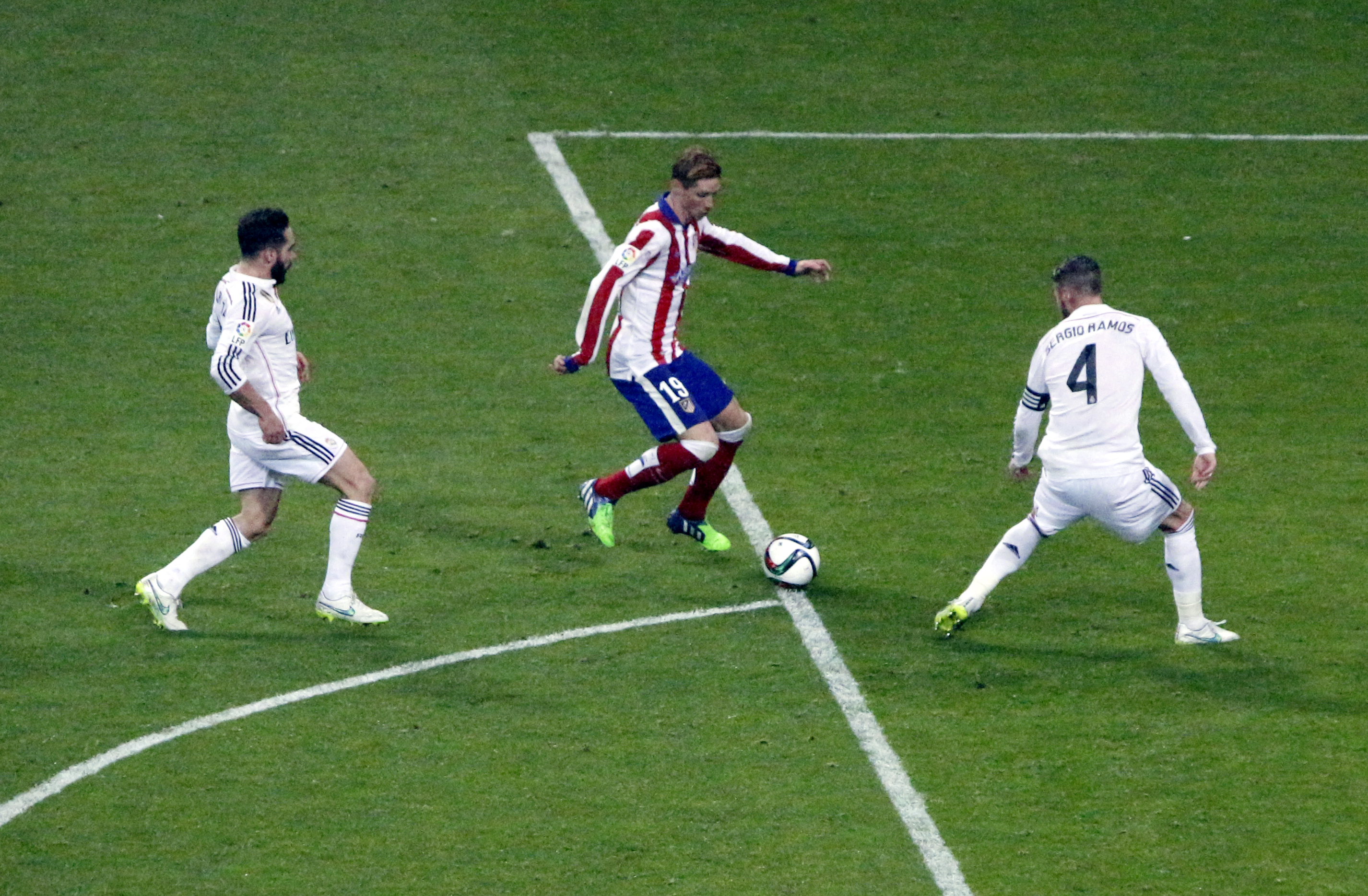
Fernando Torres sendo marcado por Daniel Carvajal e Sergio Ramos

Durante toda a temporada 2014–15, a torcida esteve satisfeita com o desempenho do atacante. Ele foi por muitas vezes utilizado como substituto direto do croata Mario Mandžukić, e, às vezes, como titular ao lado do mesmo. Assim, o espanhol encerou a temporada com 26 partidas disputadas e seis gols marcados.
Na temporada 2015–16, com a saída de Mandžukić, Torres foi mais bem utilizado e formou dupla de ataque com o francês Antoine Griezmann, sendo um dos responsáveis por colocar o Atlético na final da Liga dos Campeões. Após a derrota para o Real Madrid nesta partida, o atacante deixou claro o seu desejo de conquistar um título de expressão pelo seu time do coração. El Niño terminou a temporada com 12 gols marcados em todas as competições.
Em 21 de junho de 2016, o clube espanhol assegurou sua contratação definitiva por um período de um ano.
No dia 2 de março de 2017, Fernando Torres sofreu acidente no gramado, na partida contra o Deportivo La Coruña, pelo Campeonato Espanhol. A situação preocupou os companheiros de time e os rivais. O jogador sofreu entrada forte por trás, caiu desmaiado e, de imediato, outros atletas prestaram socorro. De ambulância, ele foi levado ao Hospital Modelo de La Coruña.
Cerca de uma hora depois do fim da partida, o Atlético de Madrid usou o Twitter para dar "boas informações". "Torres realizou exames craniais e cervicais. Não há alterações e nem lesões traumáticas. Consciente e orientado, passou a noite em observação por protocolo médico", informou o clube.
No dia 21 de maio de 2018, o jogador faz sua última partida pelo Atlético de Madrid pela última rodada do Campeonato Espanhol, marcando dois gols contra o Eibar e garantindo o empate do Atlético em 2 a 2. Torres terminou a carreira no Atlético de Madrid se tornando o sexto maior artilheiro na história do clube, com 129 gols marcados entre suas duas passagens pelos colchoneros.

### Sagan Tosu e aposentadoria
No dia 15 de julho de 2018, foi anunciado no Sagan Tosu, do Japão.
Após atuar por apenas uma temporada na equipe da J-League, Torres anunciou, no seu Instagram, sua aposentadoria para agosto de 2019. Sua última partida oficial foi no dia 23 de agosto, contra o Vissel Kobe.

## Seleção Nacional

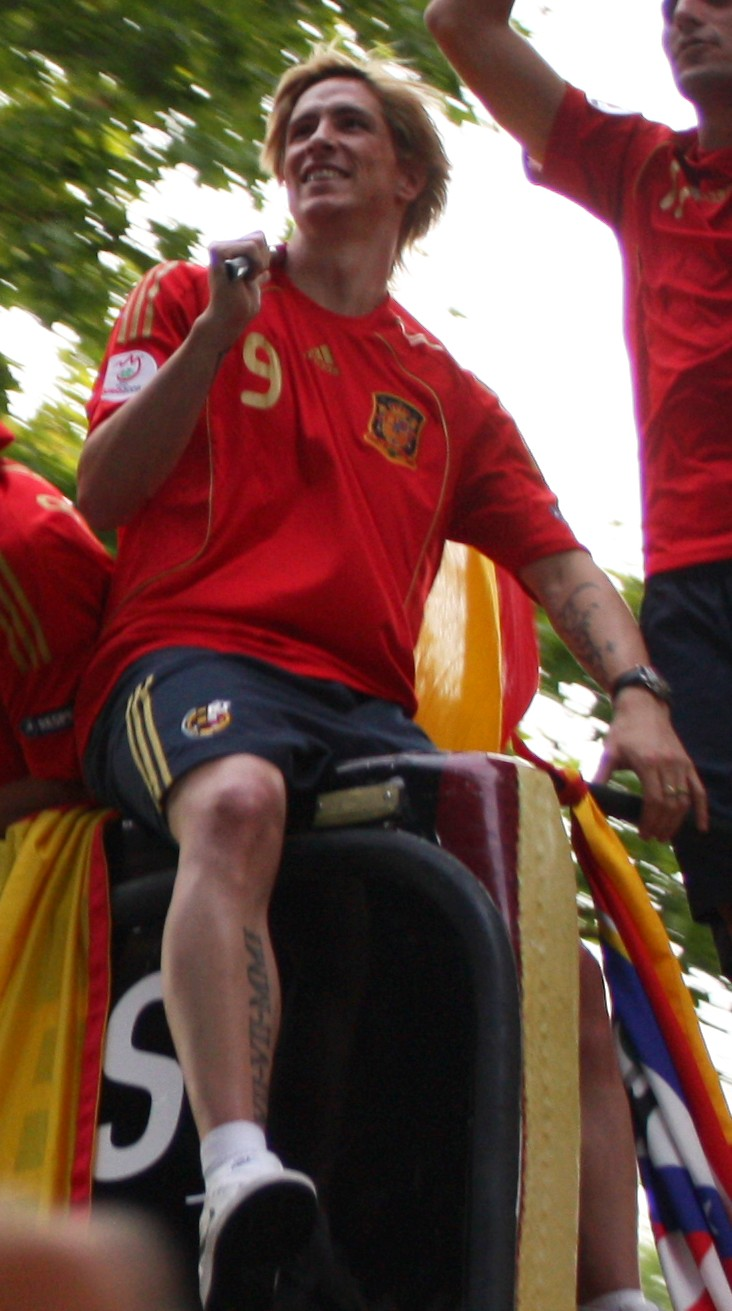
Torres celebrando a conquista da Euro 2008

Após ter representado a Espanha em todas as categorias de base, estreou pela Seleção Espanhola principal em 2003, num amistoso contra Portugal.
Desde então, disputou cinco grandes competições: Euro 2004, Copa do Mundo FIFA de 2006, Euro 2008, Copa do Mundo FIFA de 2010, Euro 2012 e Copa do Mundo FIFA de 2014.
Ele não conseguiu marcar gols pela Espanha na UEFA Euro 2004, mas posteriormente fez três na Copa do Mundo de 2006. Já em 2008, na final da Euro contra a Alemanha, foi decisivo ao marcar o gol do título na vitória da Seleção Espanhola, após 44 anos de jejum da Fúria.
Em sua segunda Copa do Mundo, a de 2010, fez parte do elenco campeão da Seleção Espanhola, mas não marcou nenhum gol no Mundial. A queda em seu desempenho estava diretamente ligada a uma grave lesão que havia sofrido às vésperas do torneio, chegando a ser reserva em algumas partidas.
Após conquistar a Liga dos Campeões de 2011–12 pelo Chelsea durante a pior temporada de sua carreira, El Niño foi convocado para a Euro 2012 ao lado de Juan Mata, seu colega de time e Seleção.

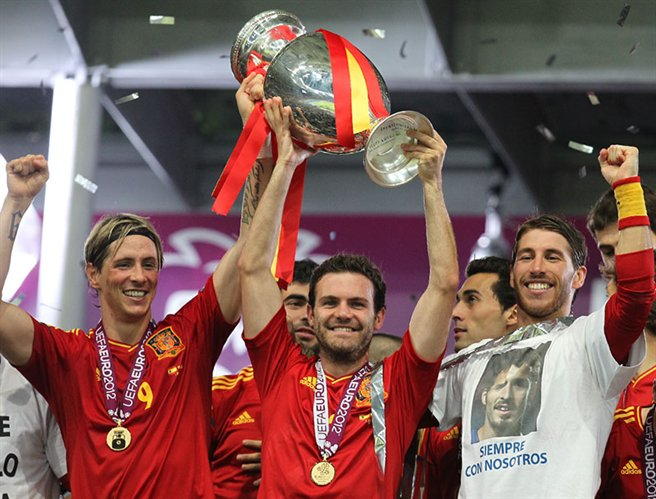
Fernando Torres, Juan Mata (com troféu) e Sergio Ramos comemorando o título da Euro de 2012

Durante a Euro 2012, Fernando Torres teria a chance de fazer pela Seleção o que ele não havia feito no Chelsea até então, mas foi reserva em muitas partidas, entrando em campo por volta dos 70 e 80 minutos de jogo. No entanto, teve três gols marcados, se tornando o maior artilheiro da competição e parte de mais um título importante para a Espanha.
Em 2013, Fernando Torres disputou a Copa das Confederações no Brasil. Começou a competição no banco de reservas, mas conseguiu fazer quatro gols na goleada de 10 a 0 contra o Taiti. Depois, vindo do banco contra a Nigéria, marcou o gol que acendeu a Fúria. Manteve a titularidade após este jogo e foi titular até a final contra o Brasil, onde a sua Seleção foi derrotada por 3 a 0 para os donos de casa. Por fim, El Niño foi o artilheiro do torneio com cinco gols, empatado com o brasileiro Fred e superando Neymar (eleito melhor jogador da competição). Torres ficou com a chuteira de ouro por ter ficado menos minutos em campo em relação aos seus competidores.
O atacante foi convocado para disputar a Copa do Mundo de 2014, realizada no Brasil. No meio do fracasso da Seleção Espanhola na competição, que foi eliminada ainda na fase de grupos, Torres conseguiu marcar um gol, ajudando a Espanha a conquistar sua única vitória, em um triunfo por 3 a 0 sobre a Austrália, na Arena da Baixada. A partida foi a última de Fernando Torres com a camisa da Seleção Espanhola.

## Carreira como treinador
Pouco tempo após se aposentar, em 2020, passou a exercer o cargo de auxiliar-técnico do time Sub-19 do Atlético de Madrid, tornando-se o treinador da equipe um ano depois.
Após três anos considerados satisfatórios no cargo, conquistando títulos da divisão Sub-19 espanhola e revelando jogadores de importância, Torres foi promovido ao time B do Atlético de Madrid em junho de 2024.

## Vida pessoal
Filho mais novo de José Torres e Flori Sanz, Fernando Torres tem dois irmãos, Israel (nascido em 1977) e Maria Paz (nascida em 1976). No dia 27 de maio de 2009, casou-se com Olalla Domínguez, com quem mantinha um relacionamento desde 2001. Com ela teve três filhos, Nora, que é a filha primogênita do casal, Leo e Elsa.

## Estatísticas
Atualizadas até 20 de maio de 2018

### Clubes
| Equipe             | Temporada         | Campeonato nacional | Campeonato nacional | Copa nacional | Copa nacional | Competições continentais | Competições continentais | Outros torneios | Outros torneios | Total | Total |
| Equipe             | Temporada         | Jogos               | Gols                | Jogos         | Gols          | Jogos                    | Gols                     | Jogos           | Gols            | Jogos | Gols  |
| ------------------ | ----------------- | ------------------- | ------------------- | ------------- | ------------- | ------------------------ | ------------------------ | --------------- | --------------- | ----- | ----- |
| Atlético de Madrid | 2000–01           | 4                   | 1                   | 2             | 0             | –                        | –                        | –               | –               | 6     | 1     |
| Atlético de Madrid | 2001–02           | 36                  | 6                   | 1             | 1             | –                        | –                        | –               | –               | 37    | 7     |
| Atlético de Madrid | 2002–03           | 29                  | 13                  | 3             | 1             | –                        | –                        | –               | –               | 32    | 14    |
| Atlético de Madrid | 2003–04           | 35                  | 19                  | 5             | 2             | –                        | –                        | –               | –               | 40    | 21    |
| Atlético de Madrid | 2004–05           | 38                  | 16                  | 6             | 2             | 5                        | 2                        | –               | –               | 49    | 20    |
| Atlético de Madrid | 2005–06           | 36                  | 13                  | 4             | 0             | –                        | –                        | –               | –               | 40    | 13    |
| Atlético de Madrid | 2006–07           | 36                  | 14                  | 4             | 1             | –                        | –                        | –               | –               | 40    | 15    |
| Atlético de Madrid | 2014–15           | 19                  | 3                   | 4             | 3             | 3                        | 0                        | –               | –               | 26    | 6     |
| Atlético de Madrid | 2015–16           | 30                  | 11                  | 2             | 0             | 12                       | 1                        | –               | –               | 44    | 12    |
| Atlético de Madrid | 2016–17           | 31                  | 8                   | 9             | 1             | 5                        | 1                        | 1               | 0               | 46    | 10    |
| Atlético de Madrid | 2017–18           | 27                  | 5                   | 6             | 3             | 12                       | 2                        | 5               | 2               | 50    | 12    |
| Atlético de Madrid | Total             | 321                 | 109                 | 46            | 14            | 37                       | 6                        | 6               | 2               | 410   | 131   |
| Liverpool          | 2007–08           | 33                  | 24                  | 2             | 3             | 11                       | 6                        | –               | –               | 46    | 33    |
| Liverpool          | 2008–09           | 24                  | 14                  | 5             | 1             | 9                        | 2                        | –               | –               | 38    | 17    |
| Liverpool          | 2009–10           | 22                  | 18                  | 2             | 0             | 8                        | 4                        | –               | –               | 32    | 22    |
| Liverpool          | 2010–11           | 23                  | 9                   | 1             | 0             | 2                        | 0                        | –               | –               | 26    | 9     |
| Liverpool          | Total             | 102                 | 65                  | 10            | 4             | 30                       | 12                       | 6               | 2               | 142   | 81    |
| Chelsea            | 2010–11           | 14                  | 1                   | –             | –             | 4                        | 0                        | –               | –               | 18    | 1     |
| Chelsea            | 2011–12           | 32                  | 6                   | 7             | 2             | 10                       | 3                        | –               | –               | 49    | 11    |
| Chelsea            | 2012–13           | 36                  | 8                   | 9             | 3             | 16                       | 9                        | 3               | 2               | 64    | 22    |
| Chelsea            | 2013–14           | 28                  | 5                   | 3             | 1             | 10                       | 5                        | –               | –               | 41    | 11    |
| Chelsea            | Total             | 110                 | 20                  | 19            | 6             | 40                       | 17                       | 3               | 2               | 172   | 45    |
| Milan              | 2014–15           | 10                  | 1                   | –             | –             | –                        | –                        | –               | –               | 10    | 1     |
| Milan              | Total             | 10                  | 1                   | –             | –             | –                        | –                        | –               | –               | 10    | 1     |
| Total na carreira  | Total na carreira | 543                 | 195                 | 75            | 24            | 107                      | 34                       | 9               | 4               | 734   | 258   |

### Seleção
| Ano   |       |      |
| Ano   | Jogos | Gols |
| ----- | ----- | ---- |
| 2003  | 3     | 0    |
| 2004  | 11    | 1    |
| 2005  | 12    | 8    |
| 2006  | 13    | 5    |
| 2007  | 6     | 1    |
| 2008  | 13    | 3    |
| 2009  | 13    | 5    |
| 2010  | 11    | 3    |
| 2011  | 9     | 1    |
| 2012  | 10    | 4    |
| 2013  | 5     | 5    |
| 2014  | 4     | 2    |
| Total | 110   | 38   |

| #    | Data                   | Local                                      | Adversário         | Placar | Resultado | Competição                                  |
| ---- | ---------------------- | ------------------------------------------ | ------------------ | ------ | --------- | ------------------------------------------- |
| 1.   | 28 de abril de 2004    | Estádio Luigi Ferraris, Itália             | Itália             | 0–1    | 1–1       | Amistoso                                    |
| 2.   | 9 de fevereiro de 2005 | Juegos Mediterráneos, Espanha              | San Marino         | 2–0    | 5–0       | Eliminatórias da Copa do Mundo FIFA de 2006 |
| 3.   | 26 de março de 2005    | Estádio Helmántico, Espanha                | China              | 1–0    | 3–0       | Amistoso                                    |
| 4.   | 8 de outubro de 2005   | Estádio Rei Balduíno, Bélgica              | Bélgica            | 0–1    | 0–2       | Eliminatórias da Copa do Mundo FIFA de 2006 |
| 5.   | 8 de outubro de 2005   | Estádio Rei Balduíno, Bélgica              | Bélgica            | 0–2    | 0–2       | Eliminatórias da Copa do Mundo FIFA de 2006 |
| 6.   | 12 de outubro de 2005  | Estádio Olímpico de San Marino, San Marino | San Marino         | 0–2    | 0–6       | Eliminatórias da Copa do Mundo FIFA de 2006 |
| 7.   | 12 de outubro de 2005  | Estádio Olímpico de San Marino, San Marino | San Marino         | 0–5    | 0–6       | Eliminatórias da Copa do Mundo FIFA de 2006 |
| 8.   | 12 de outubro de 2005  | Estádio Olímpico de San Marino, San Marino | San Marino         | 0–6    | 0–6       | Eliminatórias da Copa do Mundo FIFA de 2006 |
| 9.   | 12 de novembro de 2005 | Estádio Vicente Calderón, Espanha          | Eslováquia         | 3–1    | 5–1       | Eliminatórias da Copa do Mundo FIFA de 2006 |
| 10.  | 7 de junho de 2006     | Estádio de Genebra, Suíça                  | Croácia            | 2–1    | 2–1       | Amistoso                                    |
| 11.  | 14 de junho de 2006    | Zentralstadion, Alemanha                   | Ucrânia            | 4–0    | 4–0       | Copa do Mundo FIFA de 2006                  |
| 12.  | 19 de junho de 2006    | Mercedes-Benz Arena, Alemanha              | Tunísia            | 2–1    | 3–1       | Copa do Mundo FIFA de 2006                  |
| 13.  | 19 de junho de 2006    | Mercedes-Benz Arena, Alemanha              | Tunísia            | 3–1    | 3–1       | Copa do Mundo FIFA de 2006                  |
| 14.  | 2 de setembro de 2006  | Estádio Nuevo Vivero, Espanha              | Liechtenstein      | 1–0    | 4–0       | Eliminatórias da UEFA Euro 2008             |
| 15 . | 12 de setembro de 2007 | Estádio Carlos Tartiere, Espanha           | Letônia            | 2–0    | 2–0       | Eliminatórias da UEFA Euro 2008             |
| 16.  | 14 de junho de 2008    | Tivoli-Neu Stadion, Áustria                | Suécia             | 0–1    | 1–2       | UEFA Euro 2008                              |
| 17.  | 29 de junho de 2008    | Ernst-Happel-Stadion, Áustria              | Alemanha           | 0–1    | 0–1       | UEFA Euro 2008                              |
| 18.  | 19 de novembro de 2008 | El Madrigal, Espanha                       | Chile              | 2–0    | 3–0       | Amistoso                                    |
| 19.  | 9 de junho de 2009     | Estádio Tofik Bakhramov, Azerbaijão        | Azerbaijão         | 0–6    | 0–6       | Amistoso                                    |
| 20.  | 14 de junho de 2009    | Estádio Royal Bafokeng, África do Sul      | Nova Zelândia      | 1–0    | 5–0       | Copa das Confederações FIFA de 2009         |
| 21.  | 14 de junho de 2009    | Estádio Royal Bafokeng, África do Sul      | Nova Zelândia      | 2–0    | 5–0       | Copa das Confederações FIFA de 2009         |
| 22.  | 14 de junho de 2009    | Estádio Royal Bafokeng, África do Sul      | Nova Zelândia      | 3–0    | 5–0       | Copa das Confederações FIFA de 2009         |
| 23.  | 12 de agosto de 2009   | Philip II Arena, República da Macedônia    | Macedônia do Norte | 2–1    | 2–3       | Amistoso                                    |
| 24.  | 8 de junho de 2010     | Nueva Condomina, Espanha                   | Polônia            | 5–0    | 6–0       | Amistoso                                    |
| 25.  | 3 de setembro de 2010  | Rheinpark Stadion, Liechtenstein           | Liechtenstein      | 0–1    | 0–4       | Eliminatórias da UEFA Euro 2012             |
| 26.  | 3 de setembro de 2010  | Rheinpark Stadion, Liechtenstein           | Liechtenstein      | 0–3    | 0–4       | Eliminatórias da UEFA Euro 2012             |
| 27.  | 4 de junho de 2011     | Gillette Stadium, Estados Unidos           | Estados Unidos     | 0–4    | 0–4       | Amistoso                                    |
| 28.  | 30 de maio de 2012     | Stade de Suisse, Berna                     | Coreia do Sul      | 1–0    | 4–1       | Amistoso                                    |
| 29.  | 14 de junho de 2012    | PGE Arena, Gdansk                          | Irlanda            | 1–0    | 4–0       | UEFA Euro 2012                              |
| 30.  | 14 de junho de 2012    | PGE Arena, Gdansk                          | Irlanda            | 3–0    | 4–0       | UEFA Euro 2012                              |
| 31.  | 1 de julho de 2012     | Estádio Olímpico de Kiev, Kiev             | Itália             | 3–0    | 4–0       | UEFA Euro 2012                              |
| 32.  | 20 de junho de 2013    | Maracanã, Rio de Janeiro                   | Taiti              | 1–0    | 10–0      | Copa das Confederações FIFA de 2013         |
| 33.  | 20 de junho de 2013    | Maracanã, Rio de Janeiro                   | Taiti              | 2–0    | 10–0      | Copa das Confederações FIFA de 2013         |
| 34.  | 20 de junho de 2013    | Maracanã, Rio de Janeiro                   | Taiti              | 5–0    | 10–0      | Copa das Confederações FIFA de 2013         |
| 35.  | 20 de junho de 2013    | Maracanã, Rio de Janeiro                   | Taiti              | 8–0    | 10–0      | Copa das Confederações FIFA de 2013         |
| 36.  | 23 de junho de 2013    | Estádio Castelão, Fortaleza                | Nigéria            | 1–0    | 3–0       | Copa das Confederações FIFA de 2013         |
| 37.  | 30 de maio de 2014     | Ramón Sánchez Pizjuán, Sevilha             | Bolívia            | 1–0    | 2–0       | Amistoso                                    |
| 38.  | 23 de junho de 2014    | Arena da Baixada, Curitiba                 | Austrália          | 2–0    | 3–0       | Copa do Mundo FIFA de 2014                  |

## Títulos

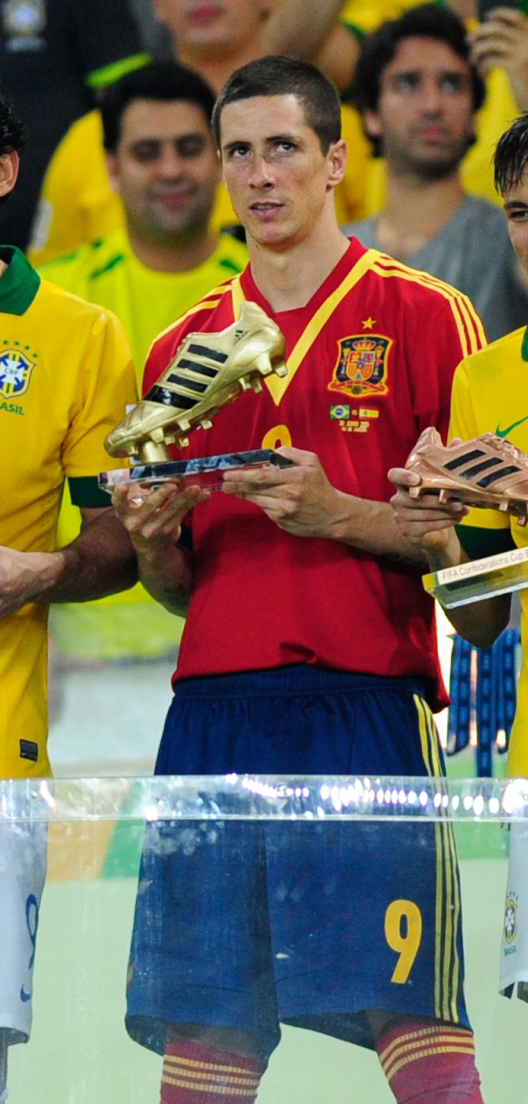
Torres com a Chuteira de Ouro da Copa das Confederações FIFA de 2013

Atlético de Madrid
- Segunda Divisão Espanhola: 2001–02
- Liga Europa da UEFA: 2017–18

Chelsea
- Copa da Inglaterra: 2011–12
- Liga dos Campeões da UEFA: 2011–12
- Liga Europa da UEFA: 2012–13

Seleção Espanhola Sub-16
- Campeonato Europeu Sub-16: 2001[58]

Seleção Espanhola Sub-19
- Campeonato Europeu Sub-19: 2002[59]

Seleção Espanhola
- Eurocopa: 2008 e 2012
- Copa do Mundo FIFA: 2010

### Prêmios individuais
- Craque do Campeonato Europeu Sub-19 de 2002
- Seleção da UEFA: 2008
- 3º lugar no Melhor jogador do mundo pela FIFA: 2008
- Seleção da Euro: 2008
- FIFPro World XI: 2008 e 2009
- Seleção da Premier League: 2007–08 e 2008–09
- 2º lugar no Prêmio de Melhor jogador da UEFA em 2009
- Melhor jogador da Copa Nike Sub-15
- Jogador do mês da Premier League: fevereiro de 2008 e setembro de 2009[60]
- Seleção da Copa das Confederações FIFA: 2009 e 2013
- Chuteira de Ouro da Euro 2012 (3 gols)
- Artilheiro da Supercopa da Inglaterra: 2012 (1 gol)
- Chuteira de Ouro da Copa das Confederações FIFA de 2013 (5 gols)